# Francja na Letnich Igrzyskach Olimpijskich 1896
Francja na Letnich Igrzyskach Olimpijskich 1896 była reprezentowana przez trzynastu zawodników, z których trzech zdobyło pięć złotych medali (Léon Flameng, Eugène-Henri Gravelotte i Paul Masson).

## Medale

### Złote medale
- Léon Flameng – kolarstwo, wyścig na 100 kilometrów
- Eugène-Henri Gravelotte – szermierka, floret
- Paul Masson – kolarstwo, jazda indywidualna na czas
- Paul Masson – kolarstwo, sprint
- Paul Masson – kolarstwo, wyścig na 10 kilometrów

### Srebrne medale
- Henri Callot – szermierka, floret
- Léon Flameng – kolarstwo, wyścig na 10 kilometrów
- Jean Maurice Perronet – szermierka, floret zawodowcy
- Alexandre Tuffèri – lekkoatletyka, trójskok

### Brązowe medale
- Léon Flameng – kolarstwo, sprint
- Albin Lermusiaux – lekkoatletyka, bieg na 1500 metrów

## Wyniki

### Lekkoatletyka
| Konkurencja                     | Miejsce    | Zawodnik              | Eliminacje | Finał                  |
| ------------------------------- | ---------- | --------------------- | ---------- | ---------------------- |
| bieg nas 100 metrów             | –          | Adolphe Grisel        | nieznany   | nie zakwalifikował się |
| bieg na 400 metrów              | –          | Adolphe Grisel        | nieznany   | nie zakwalifikował się |
| bieg na 400 metrów              | –          | Frantz Reichel        | nieznany   | nie zakwalifikował się |
| bieg na 800 metrów              | –          | Albin Lermusiaux      | 2:16,6     | nie wystartował        |
| bieg na 800 metrów              | –          | Georges de la Nézière | nieznany   | nie zakwalifikował się |
| bieg na 1500 metrów             | 3. miejsce | Albin Lermusiaux      | xxx        | 4:37,0                 |
| bieg na 110 metrów przez płotki | –          | Frantz Reichel        | nieznany   | nie wystartował        |
| maraton                         | –          | Albin Lermusiaux      | xxx        | nie ukończył           |

| Konkurencja  | Miejsce    | Zawodnik          | Najlepszy wynik |
| ------------ | ---------- | ----------------- | --------------- |
| skok w dal   | –          | Adolphe Grisel    | nieznany        |
| skok w dal   | –          | Alexandre Tuffèri | nieznany        |
| trójskok     | 2. miejsce | Alexandre Tuffèri | 12,70 m         |
| rzut dyskiem | –          | Adolphe Grisel    | nieznany        |

### Kolarstwo

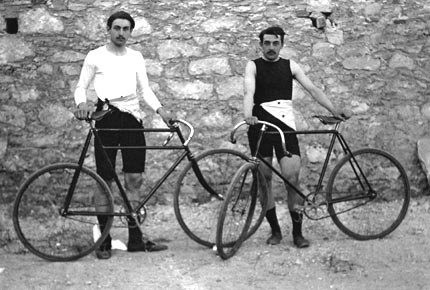
Léon Flameng i Paul Masson

| Konkurencja                | Miejsce    | Zawodnik     | Czas/Dystans |
| -------------------------- | ---------- | ------------ | ------------ |
| jazda indywidualna na czas | 1. miejsce | Paul Masson  | 24 s         |
| jazda indywidualna na czas | 5. miejsce | Léon Flameng | 27 s         |
| sprint                     | 1. miejsce | Paul Masson  | 4:58,2       |
| sprint                     | 3. miejsce | Léon Flameng | nieznany     |
| wyścig na 10 kilometrów    | 1. miejsce | Paul Masson  | 17:54,2      |
| wyścig na 10 kilometrów    | 3. miejsce | Léon Flameng | 17:54,2      |
| wyścig na 100 kilometrów   | 1. miejsce | Léon Flameng | 3:08:19,2    |

### Szermierka
| Dyscyplina       | Miejsce    | Zawodnik                | Wygrane | Przegrane | Faza grupowa | Finał                  |
| ---------------- | ---------- | ----------------------- | ------- | --------- | ------------ | ---------------------- |
| floret           | 1. miejsce | Eugène-Henri Gravelotte | 4       | 0         | 1. miejsce   | wygrana 3-2            |
| floret           | 2. miejsce | Henri Callot            | 3       | 1         | 1. miejsce   | przegrana 2-3          |
| floret           | 5. miejsce | Henri de Laborde        | 1       | 2         | 3. miejsce   | nie zakwalifikował się |
| floret zawodowcy | 2. miejsce | Jean Maurice Perronet   | 0       | 1         | xxx          | wygrana 3-1            |

### Gimnastyka
| Konkurencja            | Miejsce | Zawodnik       |
| ---------------------- | ------- | -------------- |
| ćwiczenia na poręczach | –       | Adolphe Grisel |

### Strzelectwo
| Konkurencja      | Miejsce | Zawodnik         | Punkty   | Strzały  |
| ---------------- | ------- | ---------------- | -------- | -------- |
| karabin wojskowy | –       | Albin Lermusiaux | nieznany | nieznany |

### Tenis
| Konkurencja | Miejsce    | Zawodnik  | 1/8 finału | 1/4 finału             | 1/2 finału             | Finał                  |
| ----------- | ---------- | --------- | ---------- | ---------------------- | ---------------------- | ---------------------- |
| singiel     | 8. miejsce | J. Defert | porażka    | nie zakwalifikował się | nie zakwalifikował się | nie zakwalifikował się |